# Rybina (przystanek kolejowy)
Rybina – wąskotorowy przystanek osobowy (dawniej stacja kolejowa) znajdujący się we wsi Rybina w gminie Stegna, w powiecie nowodworskim, w województwie pomorskim. Położony jest na linii kolejowej ze Stegny Gdańskiej do Nowego Dworu Gdańskiego Wąskotorowego, otwartej w 1906 roku.
Na przystanku zatrzymują się pociągi kursujące na trasie Stegna Gdańska – Nowy Dwór Gdański Wąskotorowy prowadzone przez Pomorskie Towarzystwo Miłośników Kolei Żelaznych.

## Galeria

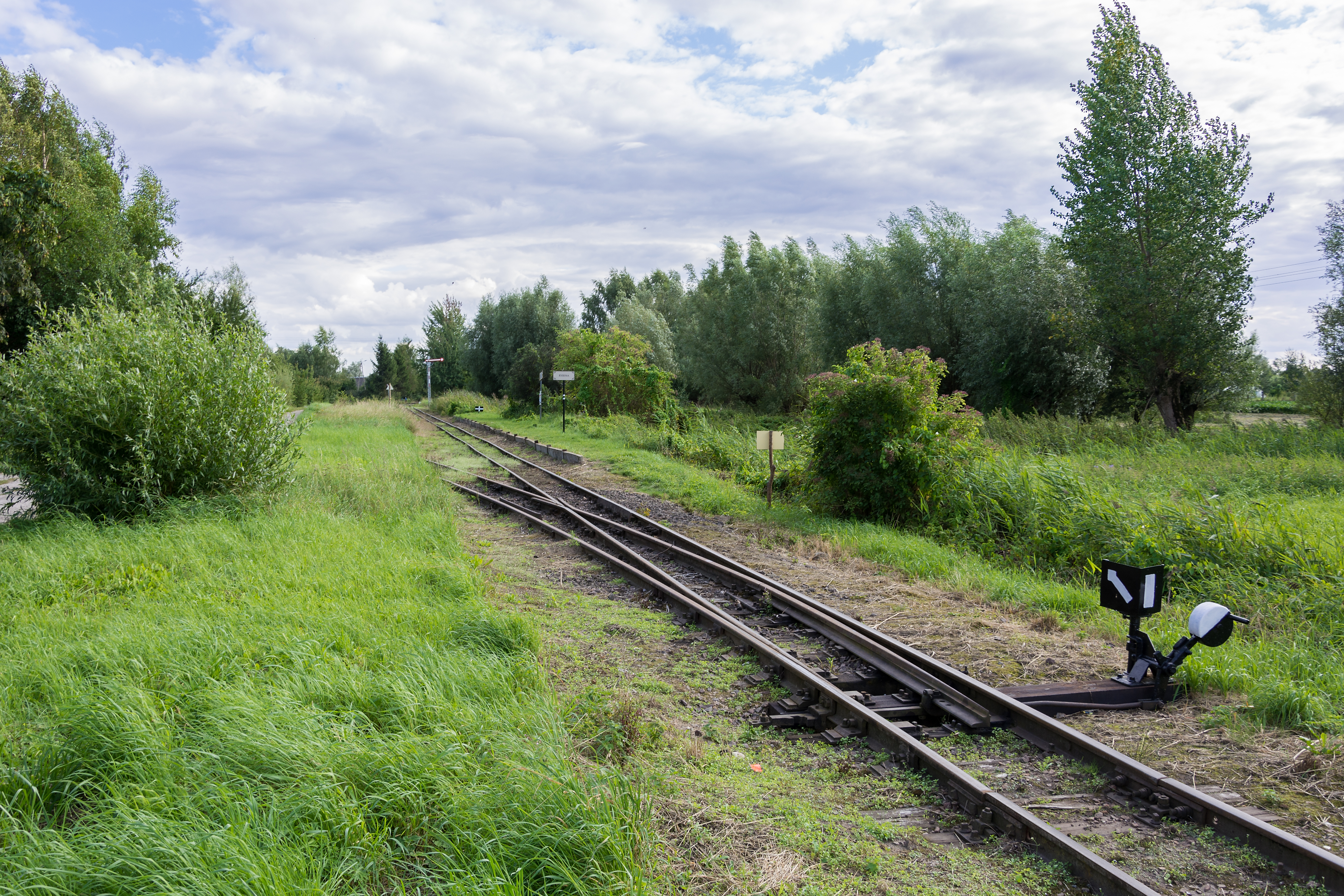
Ogólny widok na stację w kierunku mostu obrotowego i stacji Nowy Dwór Gdański Wąskotorowy
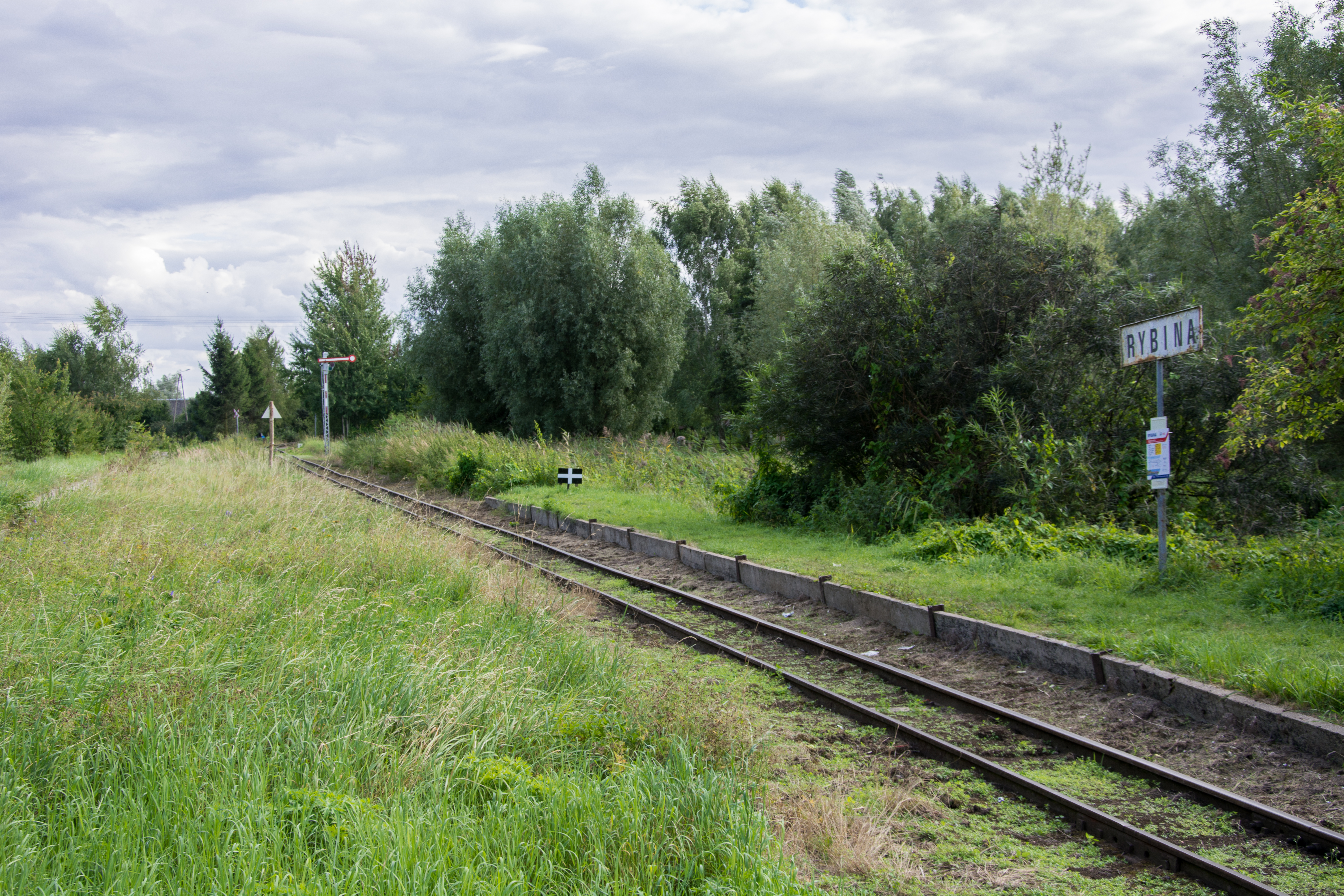
Zbliżenie na krawędź peronową przystanku
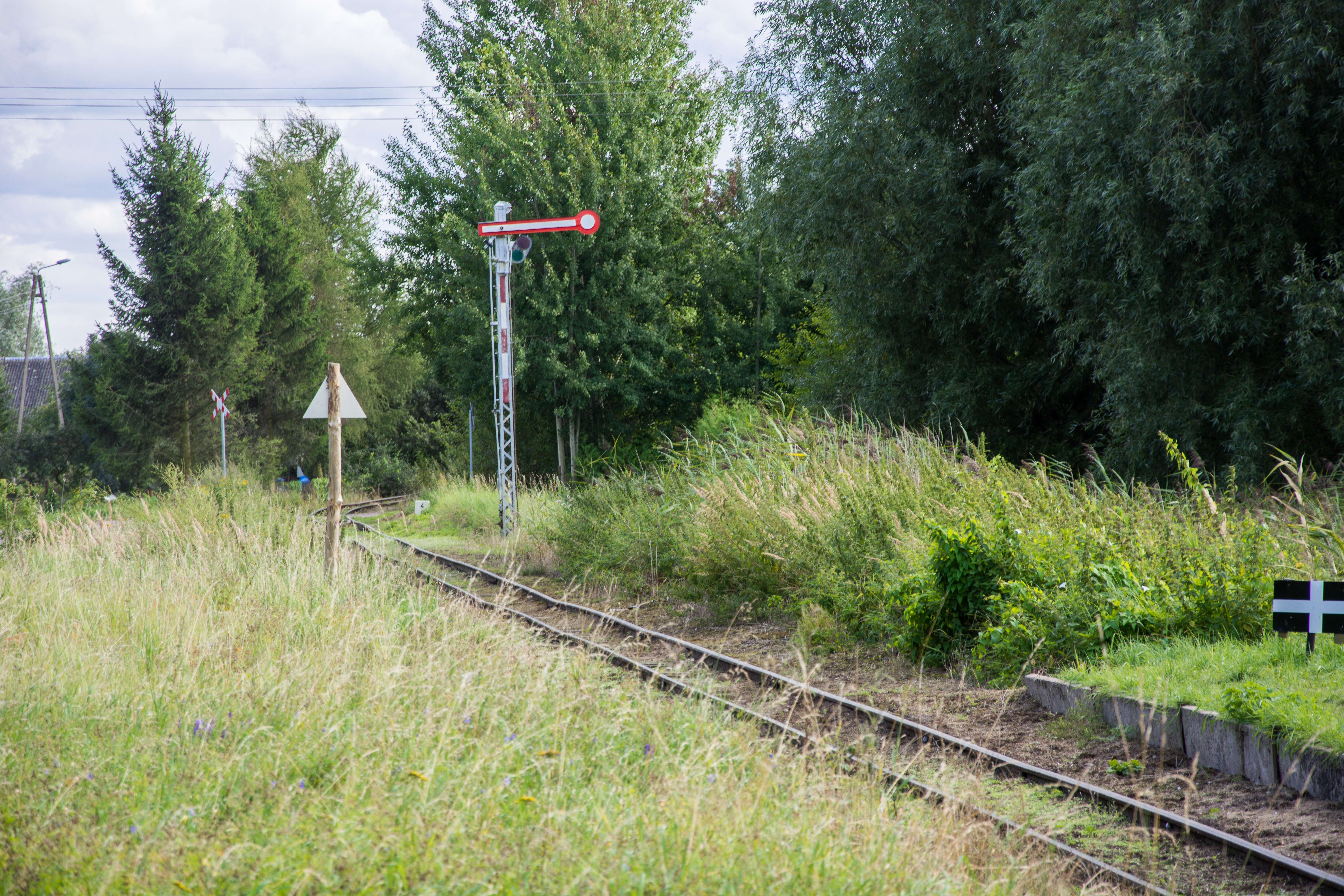
Semafor wyjazdowy przed wjazdem na most obrotowy
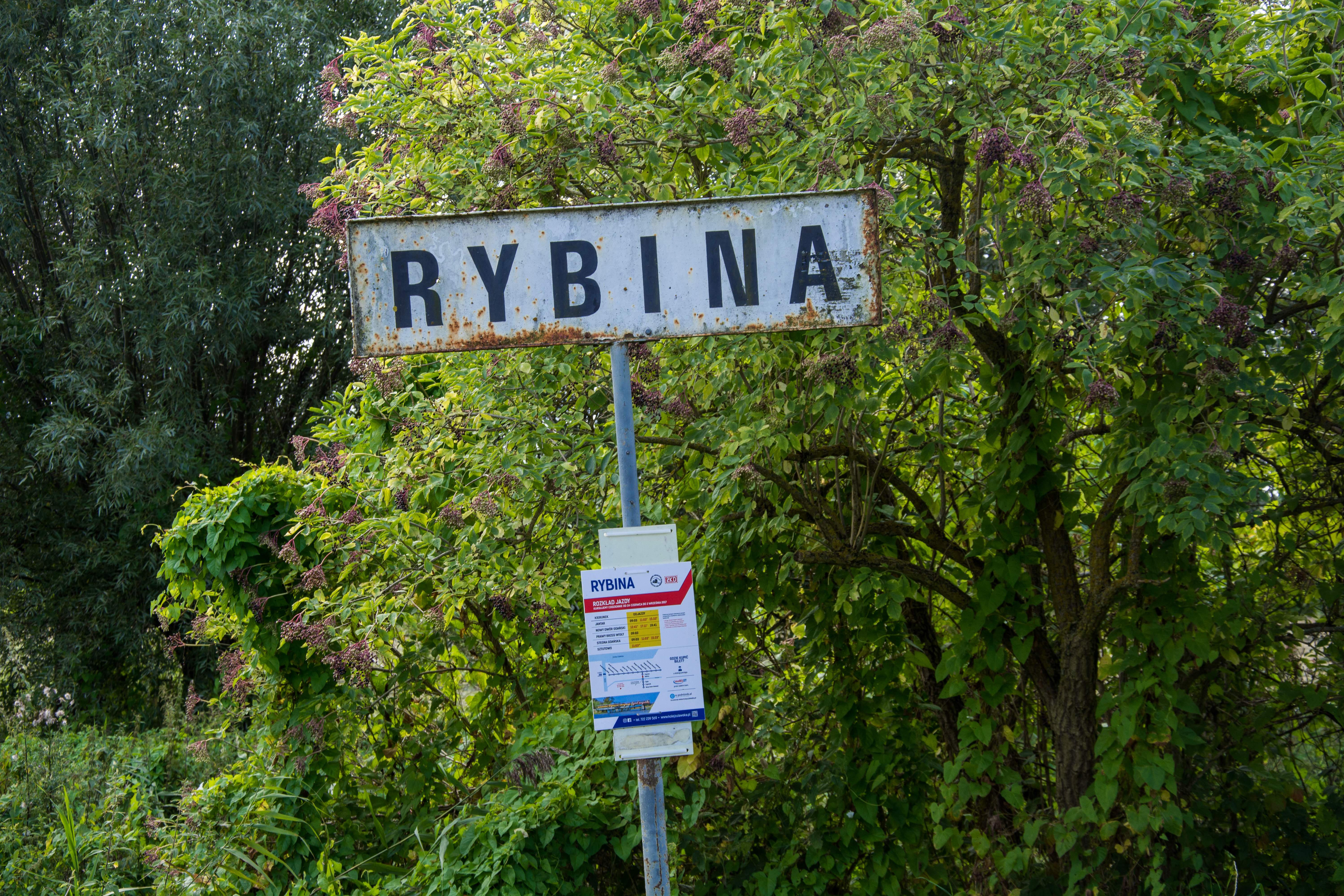
Stara tablica z nazwą stacji